# Liste des îles des îles Féroé
Cet article recense les îles et îlots formant l'archipel des Féroé.

## Liste

### Îles
L'archipel féroïen compte 18 îles principales, dont 17 sont habitées.
| Île         | Superficie (km²) | Population (2014) | Densité (hab./km²) | Point culminant             | Altitude (m) | Carte | Photo |
| ----------- | ---------------- | ----------------- | ------------------ | --------------------------- | ------------ | ----- | ----- |
| Streymoy    | 374              | 22 540            | 60                 | Kopsenni (it)               | 789          |       |       |
| Eysturoy    | 286              | 10 581            | 37                 | Slættaratindur              | 880          |       |       |
| Vágar       | 176              | 3 044             | 17                 | Árnafjall (en)              | 722          |       |       |
| Suðuroy     | 165              | 4 685             | 28                 | Gluggarnir (en)             | 610          |       |       |
| Sandoy      | 111              | 1 233             | 11                 | Tindur (it)                 | 479          |       |       |
| Borðoy      | 95               | 4 980             | 52                 | Norðanfyri Lokkaskarð (it)  | 772          |       |       |
| Viðoy       | 41               | 582               | 14                 | Villingadalsfjall (fo)      | 841          |       |       |
| Kunoy       | 35               | 127               | 4                  | Kúvingafjall (fo)           | 830          |       |       |
| Kalsoy      | 31               | 93                | 3                  | Nestindar (it)              | 788          |       |       |
| Svínoy      | 27               | 29                | 1                  | Havnartindur (it)           | 586          |       |       |
| Fugloy      | 11               | 42                | 4                  | Klubbin (it)                | 621          |       |       |
| Nólsoy      | 10               | 214               | 21                 | Eggjarklettur (sv)          | 372          |       |       |
| Mykines     | 10               | 13                | 1                  | Knúkur (it)                 | 560          |       |       |
| Skúvoy      | 10               | 35                | 4                  | Knútur (en)                 | 392          |       |       |
| Hestur      | 6                | 20                | 3                  | Eggjarrók (it) / Múlin (it) | 421          |       |       |
| Stóra Dímun | 3                | 9                 | 3                  | Høgoyggj (sv)               | 396          |       |       |
| Koltur      | 2                | 1                 | 1                  | Uppi á Oyggj (it)           | 477          |       |       |
| Lítla Dímun | 1                | 0                 | 0                  | Rávan (it)                  | 414          |       |       |
| Total       | 1 396            | 48 351            | 35                 |                             |              |       |       |

### Îlots
Parmi les îlots de l'archipel :
- Baglhólmur
- Gáshólmur
- Hovshólmur
- Hoyvíkshólmur
- Kirkjubøhólmur
- Lopranshólmur
- Mykineshólmur
- Sumbiarhólmur
- Tindhólmur
- Tjaldavíkshólmur
- Trøllhøvdi